# Gerald Fleming
Gerald Fleming (ursprünglich Gerhard Flehinger; * 11. Mai 1921 in Mannheim; † 25. Februar 2006) war ein deutsch-englischer Sprachlehrer und anerkannter Historiker der Holocaustforschung. Er wird zu den „Intentionalisten“ der NS-Forschung gezählt.

## Familie
Fleming entstammte einer jüdischen Familie. Sein Vater war Artur Flehinger (* 1884 in Bruchsal). Der Großvater Max Flehinger (* 1851 in Flehingen) war Hauptlehrer. 1927 zog die Familie nach Baden-Baden, wo der Vater als Gymnasialprofessor arbeitete. Wegen der antisemitischen Verfolgung der Juden in Baden/Baden und damit auch der Flehingers wurde Gerald 1935 mit Hilfe von britischen Freunden zusammen mit seinem Bruder nach England in Sicherheit gebracht. Sie wurden auf das King’s College, ein Internat in Taunton/Somerset, gesandt und machten dort ihre Ausbildung. Ihr Vater wurde nach den Novemberpogromen 1938 ins KZ Dachau verschleppt, konnte jedoch auf Druck von Freunden mit der Familie ebenfalls nach England emigrieren.

## Sprachlehrer
Gerald Fleming wurde zu Beginn des Zweiten Weltkriegs in Kanada interniert, kehrte jedoch bald zurück und arbeitete in einer Munitionsfabrik in Yorkshire. Er begann eine Ausbildung zum Sprachlehrer für Deutsch, Englisch und Französisch. Nach einem Jahr an der Sorbonne erhielt er 1949 seinen Abschluss. Er wurde Lehrer für moderne Sprachen an der William Penn School in Dulwich, Süd-London. Mit den Cartoonisten Kenneth Bird (Fougasse) und David Langdon schuf er Grammatikbücher.
1965 erhielt er ein Forschungsstipendium am Battersea College of Technology. Als dieses im folgenden Jahr in die University of Surrey umgewandelt wurde, wurde er hier Dozent in der Abteilung für Linguistik und regionale Studien. 1982 ging er in den Ruhestand.

## Historiker
David Irving hatte 1977 in Hitler’s War die These aufgestellt, dass es keinen schriftlichen Befehl Hitlers zur Endlösung der Judenfrage gäbe und nach einem einzigen Dokument gefragt, das beweise, dass Hitler vor Ende des Jahres 1943 wusste, dass eine Vernichtung der Juden im Gange war. Fleming machte es sich nun zur Lebensaufgabe, dieses zu widerlegen.
Fleming forschte daraufhin zunächst in der lettischen Hauptstadt Riga. 1987/88 gehörte er zu einer internationalen Historikerkommission, die im Kontext der Waldheim-Affäre Kurt Waldheims Wissen und mögliche Beteiligung an NS-Verbrechen untersuchte.
Ende Februar 1990 erhielt Fleming eine Kopie einer Artikelreihe der russischen Tageszeitung Iswestija vom Februar 1989, dass die Akten der Zentralbauleitung der Waffen-SS und Polizei Auschwitz in einem Moskauer Staatsarchiv lagerten. Im Oktober 1990 flog er erstmals nach Russland und untersuchte als erster Historiker diese Aktenbestände. Im Mai 1993 entdeckte er im Moskauer Zentralen Staatsarchiv eine Mappe mit Verhörsprotokollen der Auschwitz-Ingenieure Kurt Prüfer, Fritz Sander und Karl Schultze vom 7. März 1946. Später erhielt er auch Zugang zu den getrennten KGB-Archiven. Über diese Moskauer Aktenfunde drehten Fleming, Robert Jan van Pelt und der Regisseur Mike Rossiter 1994 den Dokumentarfilm Blueprints of Genocide.

## Veröffentlichungen
- Die Herkunft des 'Bernadotte-Briefs an Himmler' vom 10. März 1945. In: Vierteljahrshefte für Zeitgeschichte. (PDF; 8,9 MB) 26. Jahrgang, 4. Heft, Oktober 1978.
- Hitler und die Endlösung. Es ist des Führers Wunsch... (1982) Ullstein Taschenbuchverlag, 1997, ISBN 3-548-33083-5.

englische Ausgabe: Hitler and the Final Solution. University of California Press, Berkeley 1984, ISBN 0-520-05103-3 (eingeschränkte Vorschau in der Google-Buchsuche).
- The Auschwitz Moscow archives. In: Jewish Quarterly. 143 (1991), S. 9–12.